# Baza cytowań
Baza cytowań, indeks cytowań – forma bibliografii polegająca na zbieraniu informacji zarówno na temat artykułów cytujących, jak i powiązanych z nimi artykułów cytowanych. Jest to jeden ze sposobów oceniania wartości danej publikacji naukowej.
Najbardziej znanymi bazami cytowań są te tworzone przez Institute for Scientific Information (ISI): Science Citation Index, Social Sciences Citation Index oraz Arts and Humanities Citation Index. Obecnie coraz większą konkurencję dla bazy ISI stanowi Scopus, stworzony przez wydawnictwo Elsevier, w którym jest uwzględniania znacznie większa liczba czasopism naukowych oraz cytowania w patentach.
Wykorzystując dane zebrane w bazach cytowań, oblicza się wskaźnik cytowań, na podstawie którego tworzy się często rankingi instytutów naukowych i poszczególnych naukowców, a także szczególnie szybko rozwijających się dziedzin nauki.